# بيت السحيقي (النادرة)

تعديل مصدري - تعديل

بيت السحيقي هي إحدى قرى عزلة ظلم بمديرية النادرة التابعة لمحافظة إب، بلغ تعداد سكانها 592 نسمة حسب تعداد اليمن لعام 2004 ، وشيخ العزلة هو الشيخ عمر منصور عبدالله مسعد السحيقي.
وأسرة السحيقي تتواجد وتتوزع في أكثر من قرية في مخلاف عمار ، القرية الرئيسية وهي قرية بيت السحيقي ووتتفرع منها قرية بيت المنقحم، وهناك قرية ظلم المتواجدة في الجبل وكما تتواجد بعض الأسر في قرية خلقه.
وجغرافياً تقع القرية الأم في منتصف المسافة بين مديرتي النادرة ودمت وتطل على سيل وادي بناء وتمتاز بطبيعتها الخضراء الخلابة وفي الآونه الأخيرة أصبح يرتادها الكثير من الزائرين لغرض السياحة والاستمتاع بالمناظر والطبيعة الآسرة.
يمتاز أهلها بالبساطة والطيبة وكرم الضيافة، ويوجد عدد كبير من أبناءها يقيمون في الخارج ويدعمون بسخاء كل المشاريع التنموية والخيرية. 